# Suéter
Suéter [čti Svetr] byla argentinská rocková a popová kapela. Vznikla v roce 1981 a rozpuštěna byla v roce 2007. Soubor nahrál pět studiových alb.

## Diskografie
- Suéter, la reserva moral de Occidente (1982)
- Lluvia de gallinas (1984)
- 20 caras bonitas (1985)
- Misión ciudadano 1 (1987)
- Suéter 5 (1995)